# 비정지대
"비정지대"는 1976년에 개봉한 대한민국의 영화이다.

## 캐스팅
- 우연정
- 주현
- 한진희
- 박원숙
- 이향
- 양광남
- 김기범
- 주일몽
- 지계순
- 라정옥
- 손전
- 김이묵
- 이정애
- 조학자
- 주상호
- 최재호
- 김소조
- 박예숙
- 이강조
- 한명환
- 김대현
- 이승열
- 노사강
- 나갑성
- 김성철
- 기성태
- 박영하
- 노희정
- 김미애
- 이선하